# Vehia Maurirere
Vehia Maurirere (10 novembre 1972) è un ex calciatore tahitiano, di ruolo difensore.

## Carriera

### Nazionale
Ha debuttato in Nazionale il 23 giugno 2000, in Tahiti-Vanuatu (2-3), subentrando a Jacques Qaeze all'inizio del secondo tempo. Ha partecipato, con la Nazionale, alla Coppa d'Oceania 2000 e alla Coppa d'Oceania 2002. Ha collezionato in totale, con la maglia della Nazionale, 14 presenze.